# 华生学手艺
《华生学手艺》（How Watson Learned the Trick） 是一篇柯南·道尔在1924年写作的微型小说。 本作也可以看成作者本人写的戏仿作品。它的内容是华生医生试图向福尔摩斯展示后者的推理是一门“粗浅的手艺”，并对福尔摩斯当天的一些行为的动机展开推理，但是福尔摩斯表示华生的每一项推理都是错误的。

## 背景

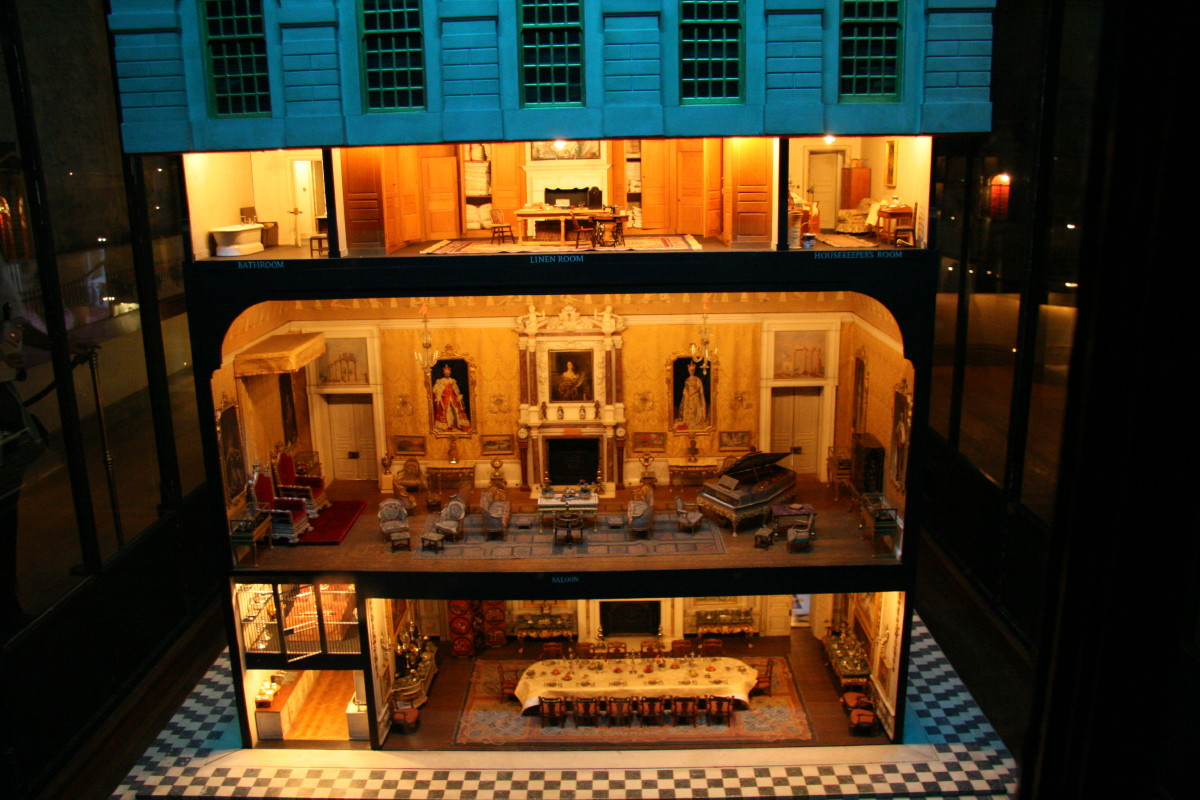
玛丽王后的人偶屋（图书馆位于另一面，在这张照片里未展示）

当时，柯南·道尔和约200名其他作家一道，受托为玛丽王后的人偶屋的图书馆的写作藏书。 柯南·道尔在一本大约3.75 厘米 x 3.15 厘米的袖珍书上手写了一篇503个单词的故事《华生学手艺》，占用了34页。 目前，原始的手稿仍保存在人偶屋的图书馆里。

## 故事
早餐桌上，华生医生在观察福尔摩斯。华生表示，福尔摩斯的推理是很粗浅的手艺，很容易学会。并开始了自己的推理：福尔摩斯早上忘记刮胡子是因为很忙。他收到了一名叫巴洛的顾客的信之后皱起了眉，是因为他没有成功处理巴洛的案件。看报纸的金融栏目是因为开始了投资。在吃早饭时没有穿着晨袍，而是穿着黑色大衣，是因为很快有重要的客人要来拜访……
听完了华生的推理，福尔摩斯逐条说明了真相。没有刮胡子是因为他把剃须刀送去打磨了。早上要去看牙医，所以穿着大衣。收到的信是牙医巴洛确认预约的信。在金融栏目的旁边是板球的新闻，他关心的是板球。于是，华生的推理全都是错误的。在故事的最后，福尔摩斯“鼓励”华生继续努力，说他很快就会掌握推理这门手艺。

## 出版
故事于1924年8月24日在《王后人偶屋的图书馆的藏书》（The Book of the Queen's Dolls' House Library）中出版，也曾刊登在纽约时报上。它也出现在企鹅文库的《未收录的福尔摩斯》（The Uncollected Sherlock Holmes）(ISBN 0-14-006432-X)里边。
2014年10月，由沃克书屋和皇家收藏基金（Royal Collections Trust）合作，出版了一个袖珍书形式的新版本。(ISBN 978-1-4063-4597-1).

## 改编
在1985年播出的的电视剧版福尔摩斯的第二季《住院病人》这集中，出现了一个和本故事十分接近的场景。
本故事也曾被改编为广播剧《福尔摩斯的更多冒险》（The Further Adventures of Sherlock Holmes）中的一集，名字也叫华生学手艺，首次播出于2008年。

## 脚注
1. ↑  也有1920年、1922年之说
2. ↑  其中的有名作家包括 J·M·巴里、托马斯·哈代、鲁德亚德·吉卜林和威廉·萨默塞特·毛姆
3. ↑  人偶屋现展示于温莎城堡，现任主人是查尔斯三世。